# Jessica Alba

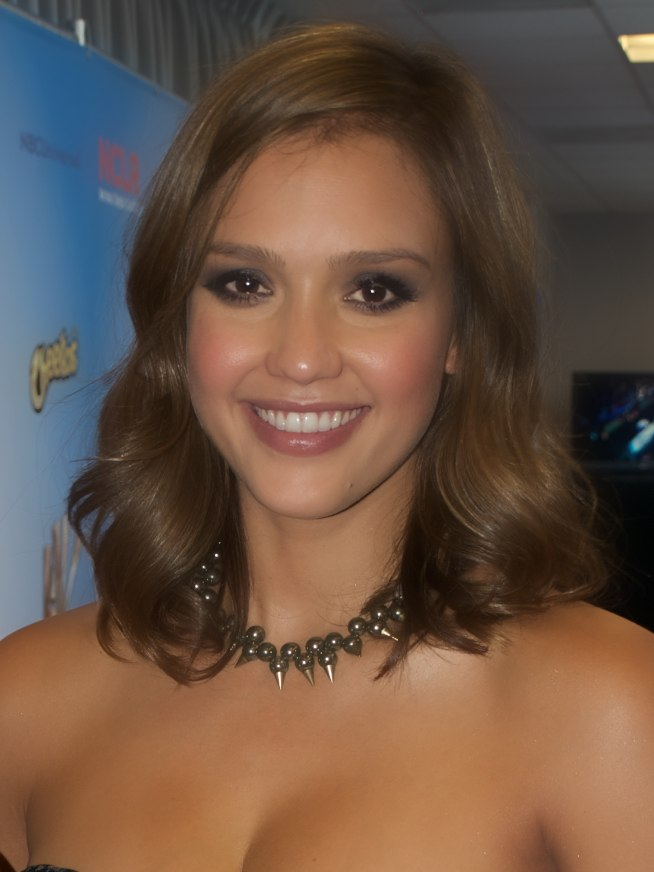
Jessica Alba (2011)

Jessica Marie Alba (ur. 28 kwietnia 1981 w Pomonie) – amerykańska aktorka, modelka i bizneswoman. Zdobyła m.in. nominację do Złotego Globu za rolę w serialu Cień anioła.

## Życiorys

### Rodzina i edukacja
Urodziła się w Pomonie w Kalifornii. Jest córką Marka Alby i Catherine Jensen. Matka aktorki ma duńskie, walijskie, niemieckie, angielskie i francuskie korzenie, a dziadkowie Alby ze strony ojca, urodzeni w Kalifornii, byli dziećmi meksykańskich imigrantów. Dziadek Alby od strony matki był żołnierzem Marines i przez 30 lat stacjonował na Pacyfiku.
Dorastała w rodzinie wojskowych wraz z bratem, Joshuą, który również jest aktorem. W dzieciństwie chorowała na niedodmę i kilkakrotnie na zapalenie płuc, miała też wycinany wyrostek robaczkowy i torbiel na migdałku. Przez swoje częste choroby rodzice izolowali Albę od rówieśników. W szpitalu spędziła większą część swojego dzieciństwa. Alba cierpiała także na zaburzenie obsesyjno-kompulsyjne.
W 1996 uczęszczała na zajęcia w Atlantic Theatre Company w Nowym Jorku i uczyła się u założyciela teatru, aktora Williama H. Macy’ego, oraz dramaturga Davida Mameta.

### Kariera
Zainteresowanie aktorstwem odkryła w sobie jako pięciolatka. Kiedy miała 12 lat, to zagrała pierwszy raz w przedstawieniu szkolnym, a po dziewięciu miesiącach miała już swojego agenta. Zadebiutowała rolą Gail w komedii Obóz marzeń.  W 1998 zagrała epizody w serialach Brooklyn South, Beverly Hills 90210 i Statek miłości.
Popularność przyniosła jej główna rola w serialu Cień anioła (2000–2002). Międzynarodową sławę zyskała także dzięki rolom filmowym: Selimy w Słowniku snów (The Sleeping Dictionary, 2002), Honey Daniels w filmie Honey (2003), prostytutki Nancy Callahan w filmie kryminalnym Sin City: Miasto grzechu (Sin City, 2005), Sue Storm w superbohaterskim filmie akcji Fantastyczna Czwórka (Fantastic Four, 2005) i Sam w thrillerze Błękitna głębia (Into the Blue, 2005).

## Życie prywatne
W latach 2000–2003 jej życiowym partnerem był aktor Michael Weatherly. 19 maja 2008 zaręczyła się z Cashem Warrenem, z którym ma dwie córki: Honor Marię (ur. 7 czerwca 2008) i Haven Garner (ur. 13 sierpnia 2011), oraz syna, Hayesa (ur. 31 grudnia 2017). W styczniu 2025 poinformowała o separacji z mężem.
Zajmuje się prowadzeniem firmy Honest Company, która produkuje ekologiczne artykuły gospodarstwa domowego i kosmetyki.

## Filmografia

### Film
| Rok  | Tytuł                                                                                         | Rola                             | Uwagi |
| ---- | --------------------------------------------------------------------------------------------- | -------------------------------- | --- |
| 1994 | Obóz marzeń (Camp Nowhere)                                                                    | Gail                             | Debiut filmowy |
| 1995 | Wschodząca Wenus (Venus Rising)                                                               | Młoda Eve                        | |
| 1999 | P.U.N.K.S.                                                                                    | Samantha Swoboda                 | |
| 1999 | Ten pierwszy raz (Never Been Kissed)                                                          | Kirsten Liosis                   | |
| 1999 | Zręczne ręce (Idle Hands)                                                                     | Molly                            | |
| 2000 | Bestia (Paranoid)                                                                             | Chloe                            | |
| 2003 | Słownik snów (The Sleeping Dictionary)                                                        | Selima                           | DVD Exclusive Award |
| 2003 | Honey                                                                                         | Honey Daniels                    | nominacja do nagrody Teen Choice Award |
| 2005 | Sin City: Miasto grzechu (Sin city)                                                           | Nancy Callahan                   | MTV Movie Award, nominacje: Saturn Award, ALMA Award, Washington DC Area Film Critics Association Awards, Broadcast Film Critics Association Award |
| 2005 | Fantastyczna Czwórka (Fantastic Four)                                                         | Niewidzialna kobieta             | nominacje do Imagen Foundation Award, MTV Movie Award                                                                                              |
| 2005 | Błękitna głębia (Into the Blue)                                                               | Sam                              | |
| 2007 | Wpadka (Knocked Up)                                                                           | ona sama                         | Cameo |
| 2007 | Fantastyczna Czwórka: Narodziny Srebrnego Surfera (Fantastic Four: Rise of the Silver Surfer) | Sue Storm / Niewidzialna kobieta | nagroda Blimp Award dla ulubionej gwiazdy filmowej                                                                                                 |
| 2007 | Jak złamać 10 przykazań (The Ten)                                                             | Liz Anne Blazer                  | |
| 2007 | Facet pełen uroku (Good Luck Chuck)                                                           | Cam Wexler                       | |
| 2007 | Przebudzenie (Awake)                                                                          | Sam Lockwood                     | |
| 2008 | Oko (The Eye)                                                                                 | Sydney Wells                     | nagroda Teen Choice |
| 2008 | Bill (Meet Bill)                                                                              | Lucy                             | |
| 2008 | Guru miłości (The Love Guru)                                                                  | Jane Bullard                     | |
| 2010 | Walentynki (Valentine’s Day)                                                                  | Morely Clarkson                  | |
| 2010 | Morderca we mnie (The Killer Inside Me)                                                       | Joyce Lakeland                   | |
| 2010 | Maczeta (Machete)                                                                             | agent specjalny Sartana Rivera   | |
| 2010 | Niewidzialny znak (An Invisible Sign)                                                         | Mona Gray                        | |
| 2010 | Poznaj naszą rodzinkę (Little Fockers)                                                        | Andi Garcia                      | |
| 2011 | Mali agenci 4 (Spy Kids 4: All the Time in the World)                                         | Marissa Wilson                   | |
| 2013 | Syndrom DDR (A.C.O.D.)                                                                        | Michelle                         | |
| 2014 | Sin City 2: Damulka warta grzechu (Sin City: A Dame to Kill For)                              | Nancy Callahan                   | |
| 2014 | Anglik, który mnie kochał (How To Make Love Like an Englishman)                               | Kate                             | |
| 2014 | Stretch                                                                                       | Charlie                          | |
| 2014 | Bogaci i rozpustni (The Spoils of Babylon) miniserial                                         | Dixie Melonworth                 | |
| 2015 | Zabójcza (Barely Lethal)                                                                      | Victoria Knox                    | |
| 2016 | Mechanik: Konfrontacja (Mechanic: Resurrection)                                               | Gina                             | |
| 2016 | Dear Eleanor                                                                                  | Daisy                            | |
| 2016 | The Veil                                                                                      | Maggie Price                     | |
| 2017 | Święta w El Camino                                                                            | Beth Flowers                     | |
| 2019 | Anonimowi mordercy                                                                            | Jade                             | |

### Telewizja
| Rok        | Tytuł                                 | Rola                 | Uwagi |
| ---------- | ------------------------------------- | -------------------- | --- |
| 1994       | The Secret World of Alex Mack         | Jessica              | 3 odcinki |
| 1995– 1997 | Nowe przygody Flippera (Flipper)      | Maya Graham          | nominacja do nagrody Young Star Award |
| 1996       | ABC Afterschool Special               | Christy              | Too Soon for Jeff (sezon 25, odcinek 1) |
| 1996       | Szpital dobrej nadziei (Chicago Hope) | Florie Hernandez     | Sexual Perversity in Chicago Hope (sezon 2, odcinek 18) |
| 1998       | Brooklyn South                        | Melissa Hauer        | Exposing Johnson (sezon 1, odcinek 12) |
| 1998       | Beverly Hills, 90210                  | Leanne               | Making Amends (sezon 8, odcinek 23) The Nature of Nurture (sezon 8, odcinek 25) |
| 1998       | The Love Boat: The Next Wave          | Layla                | Remember? (sezon 1, odcinek 2) |
| 2000– 2002 | Cień anioła (Dark Angel)              | Max Guevara / X5-452 | główna rola nominacja do Złotego Globu dla najlepszej aktorki w kategorii telewizyjny serial dramatyczny (2000) Saturn Award dla najlepszej aktorki telewizyjnej (2001) szereg innych nagród i nominacji |
| 2003       | MADtv                                 | Jessica Simpson      | 1 odcinek |
| 2004       | Ekipa (Entourage)                     | ona sama             | The Review (sezon 1, odcinek 2) |
| 2005       | Trippin                               | ona sama             | Costa Rica (sezon 1, odcinek 6) Honduras (sezon 1, odcinek 5) |
| 2009       | Biuro (The Office)                    | Sophie               | Stress Relief (sezon 5, odcinek 15) |
| 2013       | Comedy Bang! Bang!                    | ona sama             | Jessica Alba Wears a Jacket with Patent Leather Pumps (sezon 2, odcinek 13) |
| 2014       | The Spoils of Babylon                 | Dixie Mellonworth    | (sezon 1, odcinek 4) |
| 2018       | No Activity                           | The Actress          | 1 odc. |
| 2019       | L.A.’s Finest                         | Nancy McKenna        | rola główna |

## Nagrody

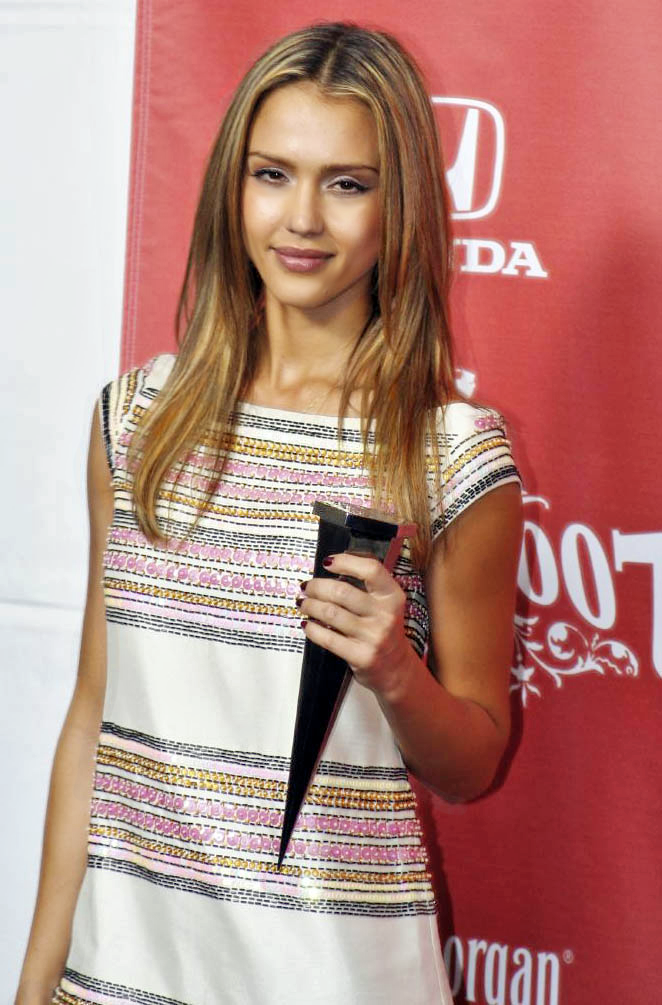
Jessica Alba ze statuetką Spike TV (2007)

| Rok                                                      | Nagroda                      | Kategoria                                | Nominowana praca | Wynik     |
| -------------------------------------------------------- | ---------------------------- | ---------------------------------------- | ---------------- | --------- |
| 2001                                                     | ALMA Award                   | Aktorka przełomu lat                     | brak             | Wygrana   |
| 2005                                                     | Young Hollywood Awards       | Supergwiazda jutra                       | brak             | Wygrana   |
| 2007                                                     | TV Land Awards               | Gwiazda małego i dużego ekranu (kobieta) | brak             | Nominacja |
| 2007                                                     | Spike TV Guys’ Choice Awards | Hottest Jessica                          | brak             | Wygrana   |
| 2008                                                     | People’s Choice Award        | Ulubiona gwiazda kina akcji              | brak             | Nominacja |
| 2008                                                     | People’s Choice Award        | Wybitna rola żeńska                      | brak             | Nominacja |
| (źródło: Jessica Alba – lista nagród w bazie IMDb (ang.) |                              |                                          |                  |           |